# Coenotephria fortificata
Coenotephria fortificata är en fjärilsart som beskrevs av Louis Beethoven Prout 1914. Coenotephria fortificata ingår i släktet Coenotephria och familjen mätare. Inga underarter finns listade i Catalogue of Life.